# Azocyclotin
Azocyclotin is een organische tinverbinding, gebruikt als acaricide en miticide.

## Toepassing
Azocyclotin is een acaricide met contactwerking tegen rode spin (Panonychus ulmi), bonenspintmijt en roestmijt op fruitbomen, aardbeien en sierplanten (rozen, laurier).

## Regelgeving
De Europese Unie heeft besloten om azocyclotin niet op te nemen in de lijst van toegelaten gewasbeschermingsmiddelen. Azocyclotin was een van de bestaande landbouwchemicaliën die in het kader van de Europese pesticidenrichtlijn 91/414/EEG moest geëvalueerd worden op haar milieu- en gezondheidsrisico's, om een nieuwe toelating te kunnen verkrijgen. Maar het bedrijf dat het aanvraagdossier had ingediend besliste om zich terug te trekken.
De beslissing bepaalt dat er geen producten op basis van azocyclotin mogen erkend worden in EU-lidstaten vanaf 5 april 2008. Bestaande voorraden mogen nog tot uiterlijk 4 oktober 2009 gebruikt worden. In België is het product Peropal van Bayer door deze beslissing gevat. In Nederland is er geen product met azocyclotin erkend.

## Eigenschappen en gevaren[3]
Azocyclotin is matig toxisch voor zoogdieren, vogels en bijen. Het heeft een hoge bioconcentratiefactor van 7.500. Het is zeer giftig voor vissen en ongewervelde waterdieren.
Een afbraakproduct van azocyclotin is cyhexatin (tricyclohexyltinhydroxide), een ander acaricide dat eveneens door de EU-Beschikking 2008/296/EG is verboden.